# Attersee am Attersee

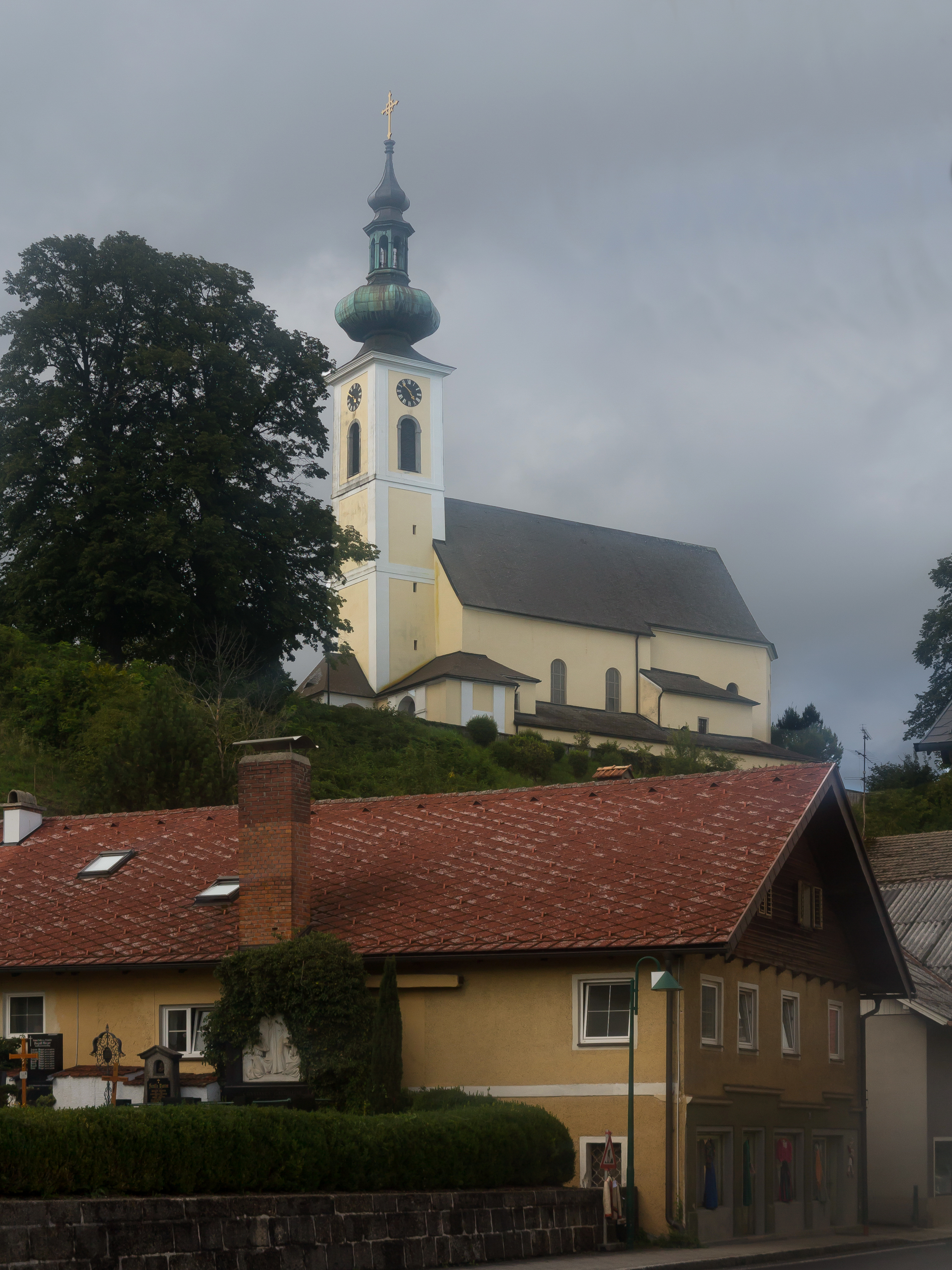
Attersee am Attersee, kerk: Pfarrkirche Mariä Himmelfahrt

Attersee am Attersee is een gemeente in de Oostenrijkse deelstaat Opper-Oostenrijk, gelegen in het district Vöcklabruck. De gemeente heeft ongeveer 1500 inwoners. Het is bereikbaar per Atterseebahn van Stern und Hafferl. Er rijden nu nieuwe lagevloertrams. Het station ligt dicht bij het meer en de rondvaartboot. Die is ook van Stern und Hafferl. Kaartjes voor de boot zijn te koop in het station.

## Geografie
Attersee heeft een oppervlakte van 15 km². De gemeente ligt in het zuidwesten van de deelstaat Opper-Oostenrijk, aan de Attersee. Het ligt ten noordoosten van de deelstaat Salzburg en ten zuiden van de grens met Duitsland.
- Gemeinsame Normdatei: 1191834468
- Virtual International Authority File: 8300156497257617740009